# Wassertenrek
Der Wassertenrek, auch Wassertanrek oder gelegentlich Wasser-Borstenigel (Microgale mergulus, Synonym: Limnogale mergulus), ist eine Säugetierart aus der Gattung der Kleintenreks innerhalb der Familie der Tenreks.  Er lebt im östlichen Madagaskar und bewohnt ein relativ kleines Gebiet, wo er an nur wenigen Lokalitäten vorkommt. Die Tiere bewohnen die tropischen Regenwälder der mittleren und höheren Bergländer, werden aber nur selten in freier Wildbahn beobachtet. Sie sind die größten Vertreter der Kleintenreks, haben wie ihre Verwandten einen spindelförmigen Körper mit kräftigen Gliedmaßen und einen schmalen, spitz zulaufenden Kopf. Abweichend von anderen Kleintenreks ist die Schnauze stumpfer, der Schwanz zeigt sich an der Spitze seitlich abgeplattet und zwischen den Fingern und Zehen sind Schwimmhäute ausgebildet. Der Wassertenrek ist der einzige an das Wasserleben angepasste Angehörige der Tenreks. Er benötigt klare, schnellfließende Flüsse, wo er schwimmend auf Nahrungssuche geht. Zur Beute gehören Insekten, Krebstiere und Frösche. Die Tiere sind einzelgängerisch und nachtaktiv, zur Ruhe ziehen sie sich in Baue in Flussnähe zurück. Über die Fortpflanzung ist kaum etwas bekannt, generell gilt die Lebensweise als wenig erforscht. Die Art wurde im Jahr 1896 wissenschaftlich eingeführt und im Verlauf des 20. Jahrhunderts überwiegend in die Gattung Limnogale gestellt. Die genauen verwandtschaftlichen Verhältnisse von Art und Gattung waren in der Forschungsgeschichte Gegenstand der wissenschaftlichen Diskussion. Erst genetische Untersuchungen im Übergang von 20. zum 21. Jahrhundert bestätigten die engen Beziehungen zu den Kleintenreks. Der Bestand des Wassertenreks ist bedroht.

## Merkmale

### Habitus
Der Wassertenrek ist der größte Vertreter der Kleintenreks. Allgemein besitzen die Tiere nach Untersuchung von rund einem Dutzend Individuen von verschiedenen Fundpunkten des Verbreitungsgebietes eine Gesamtlänge von 25,0 bis 32,5 cm, eine Kopf-Rumpf-Länge von 12,2 bis 17,0 cm und eine Schwanzlänge von 11,9 bis 16,1 cm. Das Gewicht wird mit 60 bis 107 g angegeben. Zwei Tiere aus dem Nationalpark Ranomafana waren insgesamt 28,3 beziehungsweise 29,3 cm lang bei einer Körperlänge von 14,5 und 13,8 cm sowie einer Schwanzlänge von 13,8 und 15,5 cm und einem Körpergewicht von 80 beziehungsweise 105 g. Im Körperbau entspricht der Wassertenrek mit seinem spindelförmigen Körper, den kurzen und kräftigen Gliedmaßen und dem schmalen Kopf mit spitz zulaufender Schnauze den anderen Kleintenreks. Allerdings ist die Schnauze beim Wassertenrek kürzer und stumpfer. Das Rückenfell zeigt eine dunkelbraune bis schwarze Färbung und besteht aus einer Mischung aus kurzen bräunlichen und längeren schwärzlichen Haaren, die Unterseite ist heller. Ebenso verfügt der Schwanz, der in etwa so lang wie der restliche Körper wird, über eine Zweifärbung. Er ist zudem kräftig gebaut und konisch geformt, an der Wurzel hat er einen Durchmesser von 8 bis 10 mm, zur Mitte hin verjüngt er sich auf rund 5 bis 6 mm, nur im hinteren Abschnitt ist er auf rund 30 mm Länge seitlich abgeplattet. Die Oberseite der Schnauze bedeckt ein braunschwarzes Fell, die auffallenden Vibrissen sind steif, rund 30 mm lang und weiß getönt. Augen und Ohren erscheinen vergleichsweise klein. Letztere werden nur zwischen 7 und 9 mm lang, auf der Außen- und Innenseite der Ohrmuschel wachsen kurze dunkelgraue Haare. Hinter den Ohren ist ein ebenso gefärbter Fleck ausgebildet. Hände und Füße weisen jeweils fünf Strahlen auf, die Finger der Hände und die Zehen der Füße werden durch schwärzlich getönte Schwimmhäute miteinander verbunden, die an den hinteren Gliedmaßen weiter als an den vorderen sind und nur die Krallen freilassen. An den Innen- und Außenseiten ist ein kurzhaariges graues bis weißlich gefärbtes Fell ausgebildet. Die Länge der Hinterfüße beträgt 32 bis 36 mm. Weibchen haben je ein Paar Zitzen in Brust-, Bauch- und Lendengegend.

### Schädel- und Gebissmerkmale
Der Schädel des Typusexemplars ist 32 mm lang und am Hirnschädel 16,5 mm breit. Das Nasenbein nimmt dabei etwa 11,5 mm der Schädellänge ein. Das Stirnbein ist kurz und eng, die Scheitelbeine haben eine breite und gestreckte Gestalt. Typisch ist der unterbrochene Jochbogen, was ein Kennzeichen aller Tenreks darstellt. Das Gebiss besteht aus 40 Zähnen, die Zahnformel lautet folgendermaßen: {\displaystyle {\frac {3.1.3.3}{3.1.3.3}}}. Die inneren oberen Schneidezähne ähneln einem Eckzahn (caniniform) und übertreffen diesen an Größe. Gleiches gilt für die unteren zweiten Schneidezähne. Dagegen sind die unteren vorderen Incisiven sehr klein, während die zweiten oberen wiederum etwa die Größe des Eckzahns haben. Die Prämolaren und Molaren gleichen denen der anderen Kleintenreks. Vor allem die Mahlzähne besitzen ein zalambdodontes Kauflächenmuster mit drei Haupthöckerchen.

## Verbreitung

Verbreitungsgebiet des Wassertenreks

Der Wassertenrek kommt endemisch in Madagaskar vor und bewohnt dort einen relativ schmalen, mehr oder weniger Nord-Süd verlaufenden Streifen im östlichen Landesteil. Allerdings ist er dort nur von insgesamt 10 Fundlokalitäten belegt. Zu den bedeutendsten Fundorten gehören von Nord nach Süd das Waldgebiet von Sihanaka und die Umgebung von Andekaleka in der Provinz Toamasina, das Waldgebiet um den Fluss Antsampandrano am Ankaratra-Massiv und eine Region südlich von Antsirabe in der Provinz Antananarivo  sowie im Waldgebiet von Ranomafana beziehungsweise die Umgebung von Antanifotsy, das Maitso-Waldgebiet und der Oberlauf des Flusses Iantara in der Provinz Fianarantsoa, die letzteren drei Fundpunkte befinden sich im Andringitra-Gebirge. Möglicherweise kommt die Art noch an anderen Stellen vor, bisher gibt es einerseits aber zu wenige Felduntersuchungen, andererseits sind mögliche bewohnbare Habitate bekannt, die aber keine Populationen beherbergen. Die Tiere leben entlang von Ufern klarer und schnell fließender Flüsse inmitten von tropischen Regenwäldern in Geländehöhen zwischen 450 und 2000 m. Aufgrund dieses eng umrissenen Lebensraumes umfasst das tatsächliche Vorkommen der Art möglicherweise nur rund 2000 km². Allgemein gilt der Wassertenrek als sehr selten. Seit seiner Entdeckung Ende des 19. Jahrhunderts wurden bis zu Beginn des 21. Jahrhunderts gerade einmal rund 40 Individuen beobachtet, darunter etwa rund ein Dutzend Mitte der 1960er Jahre im nördlichen und zentralen Teil des Verbreitungsgebietes.

## Lebensweise

### Territorialverhalten
Zum Verhalten des Wassertenreks gibt es nur wenige Untersuchungen, die an einigen freilebenden und kurzzeitig in menschlicher Gefangenschaft gehaltenen Tieren durchgeführt wurden. Als einziger Vertreter der Kleintenreks und als einziges landlebendes Säugetier Madagaskars ist er an eine semi-aquatische Lebensweise angepasst, was sich auch in einigen anatomischen Merkmalen widerspiegelt. Dazu gehören neben den Schwimmhäuten und dem hinten abgeplatteten Schwanz etwa die im Vergleich zu anderen Kleintenreks auffallend großen Ausmaße, der stromlinienförmige Körperbau, die kleinen Ohren sowie das dichte, wasserabweisende Fell. Die Tiere können ausgezeichnet schwimmen, für den Antrieb sorgen vorwiegend die Hinterfüße, der Schwanz dient als Steuerruder und die Vorderfüße zum Ergreifen der Beute. An den Hinterbeinen ist der Musculus semimembranosus vergleichsweise groß ausgebildet. Dieser dient als Strecker des Kniegelenks und unterstützt so eine kräftige Vorwärtsbewegung im Wasser. Der Wassertenrek ist einzelgängerisch und nachtaktiv. Die Aktivitäten beginnen kurz nach Sonnenuntergang gegen 18:00 Uhr und enden etwa 60 bis 90 Minuten vor Sonnenaufgang. Die dabei in einer Nacht zurückgelegten Strecken bezifferten sich nach Untersuchungen von zwei mit Radiosendern ausgestatteten Individuen auf durchschnittlich 860 beziehungsweise 1067 m, wobei die kürzeste überwundene Distanz 220, die längste 1550 m betrug. Die dabei genutzten Flusslaufabschnitte erstreckten sich über 550 und 1160 m Länge. Anhand dieser Daten lassen sich Aktionsräume von 6960 beziehungsweise 7070 m² Größe ermitteln. Teilweise unterbricht der Wassertenrek seine nächtlichen Aktivitäten für kürzere (1 Stunde) oder längere (4 bis 5 Stunden) Perioden. In letzterem Fall kehrt er häufig in seinen Bau zurück. Ein untersuchter Bau im Waldgebiet von Antsampandrano befand sich auf einer Flussinsel von 10 mal 3 m Größe und 0,5 m über der Wasseroberfläche. Er hatte einen Durchmesser von 10 cm, war etwa 17 cm eingetieft und besaß innen ein aus Pflanzenmaterial bestehendes Nest. Da der Fluss mit dem beobachteten Nest einen stark schwankenden Wasserstand im Verlauf des Jahres aufweist, wird davon ausgegangen, dass der Wassertenrek den Bau zumindest jahreszeitlich wechselt.

### Ernährung
Der Wassertenrek ist ein Fleischfresser und ernährt sich vorwiegend von Flusskrebsen, Garnelen sowie Insekten und deren Larven. In Gefangenschaft gehaltene Tiere fraßen zudem angebotene Fische, ob sie diese aufgrund ihrer flinken und wendigen Natur in freier Wildbahn auch selbst erbeuten, ist nicht belegt. Analysierte Kotreste im Ranomafana-Waldgebiet enthielten überwiegend Insektenreste, unter anderem von Eintags- und Köcherfliegen, Libellen, Schmetterlingen und Käfern. Untergeordnet wurden auch Krabben und Flusskrebse, bei letzteren häufig Reste von Astacoides, sowie Kaulquappen nachgewiesen. Den Überbleibseln aus den Kothaufen zufolge, besteht die Beute aus unter 10 bis hin zu 40 mm großen Tieren. Die Tiere unternehmen zum Beutefang Tauchgänge mit einer Dauer von 10 bis 15 Sekunden. Bei der Suche nach Nahrung sind vor allem die Vibrissen behilflich, die taktile Wahrnehmung ist somit hervorragend entwickelt. Nach dem Fangen der Beute verlässt der Wassertenrek den Fluss und verzehrt diese mit den Vorderfüßen haltend. Die täglich während der Nahrungssuche zurückgelegte Strecke im Wasser variiert zwischen 200 und 1550 m. Zur Defäkation verlässt der Wassertenrek den Fluss und steigt auf aus dem strömenden Wasser herausragende Steine oder geht an Land in Blätterabfall. Der Kot selbst ist 5 bis 25 mm lang, 3 bis 7 mm breit und von schwärzlicher Farbgebung. Ob Latrinen einen kommunalen oder territorialen Charakter haben, ist unbekannt.
Im Gegensatz zu anderen wasserbewohnenden Säugetieren zeigt der Wassertenrek keine erhöhte Stoffwechselrate. Im Ruhezustand liegt diese im Bereich von 79 bis 96 % der zu erwartenden Werte für ähnlich große Tiere, erhöht sich aber bei Bewegung oder bei der Nahrungsaufnahme. Die Körpertemperatur beträgt rund 32,5 °C, was sich etwa drei Grad über der Umgebungstemperatur bewegt und den Werten anderer Kleintenreks entspricht.

### Fortpflanzung
Die Fortpflanzung ist kaum belegt, es wird aber eine jahreszeitliche Beschränkung angenommen. Ein einzelnes milchgebendes Weibchen wurde bisher im Dezember beobachtet. Die Entdeckung des einzelnen Baus im Waldgebiet von Antsampandrano erfolgte im Januar, er barg zwei nahezu ausgewachsene Jungtiere.

## Systematik

### Allgemein
Der Wassertenrek ist eine Art aus der Gattung der Kleintenreks (Microgale) innerhalb der Familie der Tenreks (Tenrecidae). Die Kleintenreks gehören zudem zur Unterfamilie der Reistenreks (Oryzorictinae), die zusätzlich noch die Reiswühler (Oryzorictes) und die Vertreter der Gattung Nesogale einschließen. Sie sind sehr variantenreich und stellen mit mehr als 20 Arten das zahlenmäßig stärkste Mitglied der Tenreks dar. Aufgrund einiger morphologischer Merkmale werden die Kleintenreks als eher ursprünglich innerhalb der Familie angesehen. Molekulargenetische Analysen sprechen für eine Herausbildung der Gattung bereits im Unteren Miozän vor etwa 16,8 Millionen Jahren, in der Folgezeit diversifizierten sich die Kleintenreks in großem Maße. Die heutigen Vertreter haben sich an verschiedene Lebensweisen angepasst, so kommen teils unterirdisch grabende, oberirdisch lebende beziehungsweise baumkletternde und wasserbewohnende Arten vor. Dabei bewohnt der weitaus größere Teil der Kleintenreks die feuchten Wälder des östlichen Madagaskars, nur wenige Formen sind dagegen in den trockeneren Landschaften des westlichen Inselteils anzutreffen. Innerhalb der Gattung lassen sich sowohl morphologisch als auch genetisch verschiedene Verwandtschaftsgruppen nachweisen, der Wassertenrek galt ursprünglich aber nicht als Mitglied der Kleintenreks. Allerdings zeigten genetische Studien, dass er tief in die Gattung Microgale eingebettet ist und deren größten Angehörigen repräsentiert. Als nächster Verwandter wurde der teilweise weniger als 5 g schwere Zwergkleintenrek (Microgale parvula) identifiziert, der wiederum das kleinste Mitglied bildet.
Die wissenschaftliche Erstbeschreibung des Wassertenreks stammt von Charles Immanuel Forsyth Major aus dem Jahr 1896. Major benutzte dabei das Binomen Limnogale mergulus, womit er den Wassertenrek als eigenständig von den Kleintenreks einstufte. Der Gattungsname Limnogale bezieht sich auf die wasserbewohnende Lebensweise der Tiere (λίμνη (limne) griechisch für „See“ und γαλἑη (gale) für „Wiesel“; das Artepitheton mergulus leitet sich vom lateinischen Wort mergere für „tauchen“ ab). Major fußte seine neue Art und Gattung auf zwei Individuen, einem Männchen, das aus einem Gebiet in 1600 m Höhe westlich des Sees Andraykiba im zentral-östlichen Hochland nahe der madagassischen Hauptstadt Antananarivo stammt, und einem Weibchen aus Imasindrary im zentral-südlichen Hochland gelegen. Letzteres bildet den Holotyp und wurde im März des Jahres der Erstbeschreibung aufgesammelt, sein Ursprungsgebiet stellt gleichzeitig die Terra typica der Art dar.

### Zur GattungLimnogale– eine stammesgeschichtliche Kontroverse
Die Gattung Limnogale schloss mit dem Wassertenrek nur eine Art ein, sie galt demzufolge als monotypisch. Durch den Verweis in eine eigene Gattung stellte Major den Wassertenrek außerhalb der Kleintenreks. Major definierte Limnogale hauptsächlich über die ausgebildeten Schwimmhäute, den kräftigen Schwanz und einzelne Schädel- und Zahnmerkmale, letztere verbanden die Gattung eindeutig mit den Tenreks und nach Aussage Majors vor allem mit den kleineren, weichhaarigen Formen wie den Kleintenreks. In ihrer Anpassung an eine semi-aquatische Lebensweise erkannte Major aber Übereinstimmungen mit den afrikanischen Otterspitzmäusen (Potamogalidae). Generell werden die Otterspitzmäuse als nahe verwandt mit den madagassischen Tenreks eingestuft, was sich in Gemeinsamkeiten im Zahn- und Schädelbau ausdrückt, wie etwa dem zalambdodonten Kauflächenmuster der Mahlzähne, den großen vorderen, oberen Schneidezähnen oder dem nicht geschlossenen Jochbogen. Allerdings gibt es auch einzelne bedeutende anatomische Unterschiede zwischen beiden Gruppen. So fehlt den Otterspitzmäusen im Gegensatz zu den Tenreks das Schlüsselbein, dem gegenüber weisen die Otterspitzmäuse einen verwachsenen zweiten und dritten Zehenstrahl am Hinterfuß auf, der wiederum bei den Tenreks nicht vorkommt. Neben den äußerlichen morphologischen Ähnlichkeiten des Wassertenreks speziell zu den Otterspitzmäusen finden sich auch hier verschiedentlich Unterschiede, da beispielsweise das Vorhandensein von Schwimmhäuten bei den Otterspitzmäusen in variablem Maße ausgeprägt ist. Dadurch ergeben sich wiederum Abweichungen in Details der Lebensweise, die den Wassertenrek von den Otterspitzmäusen trennen. So benutzen letztere vor allem ihren Schwanz zur Fortbewegung im Wasser, während ersterer dafür hauptsächlich die Hinterbeine einsetzt.
Aufgrund dieser Abweichungen und Gemeinsamkeiten war die systematische Stellung von Limnogale zu den anderen Tenreks und zu den Otterspitzmäusen lange Zeit Gegenstand der Diskussion. Zahlreiche Wissenschaftler sahen im Verlauf des 20. Jahrhunderts eine deutliche Verbindung zwischen dem Wassertenrek und anderen madagassischen Tenreks, speziell zu den weichhaarigen Reistenreks, wobei die Anpassung an ein Leben im wässrigen Milieu als deutliche Konvergenz zu den Otterspitzmäusen herausgestellt wurde. Christian Guth und Forscherkollegen kamen nach intensiven Schädelstudien im Jahr 1959 zu dem Schluss, dass der Wassertenrek lediglich eine aquatisch lebende Form der Kleintenreks darstellt (simple „Microgale“ aquatique). Allerdings war es im Jahr 1957 Serge Frechkop, der trotz der vorhandenen Unterschiede genügend Gemeinsamkeiten zwischen dem Wassertenrek und den Otterspitzmäuse erkannte, um beide Gruppen zu vereinen. Er schlug außerdem vor, die gemeinsame Unterfamilie aufgrund der Namenspriorität in Limnogalinae umzubenennen. Drei Dekaden später wiesen Louis L. Jacobs und Kollegen auf die größeren Ähnlichkeiten des Wassertenreks zu den afrikanischen Otterspitzmäusen denn zu den anderen madagassischen Tenreks hin. Als kontrovers wurden die phylogenetischen Analysen von Robert J. Asher eingestuft, die, 1999 publiziert und auf anatomischen Merkmalen beruhend, den Wassertenrek als Schwestertaxon der Otterspitzmäuse herausarbeiteten. Asher begründete dies unter anderem mit Besonderheiten im Schädelbau, etwa dem sehr kurzen Bau des Stirnbeins und der Reduktion des Tränenlochs (Foramen lacrimale), die bei beiden Formen auftreten. Daraus resultierend wären die madagassischen Tenreks als paraphyletisch anzusehen.
Vor allem im Übergang zum 21. Jahrhundert erbrachten die aufkommenden molekulargenetischen Untersuchungen neue Ansichten zur Verwandtschaft der Tenreks untereinander. In einer ersten genetischen Studie aus dem Jahr 2002 widersprach eine Forschergruppe um Christophe J. Douady den Ergebnissen von Asher und sah die Monophylie der madagassischen Tenreks bestätigt. Allerdings hatten Douady und Kollegen nur wenige Vertreter insgesamt untersucht. Weitaus umfangreicher war die RNA-Analyse von Link E. Olson und Steven M. Goodman, die ein Jahr später veröffentlicht wurde und rund zwei Dutzend Arten der Tenreks einschloss. Sie zeigte auf, dass der Wassertenrek einerseits den madagassischen Tenreks deutlich näher steht als den afrikanischen Otterspitzmäusen, andererseits auch, dass Limnogale tief in die Gattung Microgale eingebettet ist. Nachfolgende genetische Untersuchungen an DNA-Material konnten das Ergebnis von Olson und Goodman jeweils reproduzieren und verfeinerten es zunehmend. Daraus ließ sich schlussendlich erkennen, dass nicht die madagassischen Tenreks generell, sondern die Kleintenreks eine paraphyletische Gruppe bilden. Aus diesem Grund wurde nach einer genetischen Studie aus dem Jahr 2016, die alle bis zu diesem Zeitpunkt anerkannten Arten der Tenreks und Otterspitzmäuse berücksichtigte, die Gattung Limnogale mit Microgale synonymisiert. Dadurch repräsentiert der Wassertenrek nun einen aquatischen Vertreter der Kleintenreks, was den Aussagen von Guth und Kollegen des Jahres 1959 entspricht. Die jeweilige semi-aquatische Lebensweise des Wassertenreks und der Otterspitzmäuse stellt somit eine konvergente Entwicklung dar. In diesem Sinne sind auch die vorkommenden gemeinsamen Schädelmerkmale des Wassertenreks und der Otterspitzmäuse als Homoplasien aufzufassen. Die Kürzung des Stirnbeins und die Zurückbildung des Tränenlochs gehen dabei vermutlich mit der Reduktion des Tränen-Nasen-Kanals (Canalis lacrimalis) und des Riechlappens (Lobus olfactorius) einher. Dies bewirkte eine Minderung des Geruchssinns, eine Eigenschaft, die auch andere kleinere, teils wasserbewohnende und sich fleischfresserisch ernährende Säugetiere teilen.

## Bedrohung und Schutz
Der Wassertenrek bewohnt ein relativ kleines Gebiet im Osten Madagaskars mit wenigen bekannten Fundlokalitäten und ist auf saubere Gewässer angewiesen. Dadurch zeigt die Art eine besondere Anfälligkeit für Störungen durch den Menschen. Hierzu gehören Aufschwemmungen oder Abtragungen des Bodens infolge von Abholzung der Wälder. Dies führt nicht nur zur Beeinträchtigung des Wassertenrek selbst, sondern auch seiner benthisch lebenden Beute. Zusätzlich verursacht die Ausdehnung der landwirtschaftlichen Nutzflächen eine Fragmentierung des Umlandes, so dass nutzbare Habitate voneinander abgetrennt werden. An einigen der bekannten Fundstellen wie Antsampandrano und Andekaleka, wo einzelne Tiere noch in den 1960er Jahren in Feldstudien beobachtet worden waren, gab es dadurch in jüngerer Zeit keinen wissenschaftlichen Nachweis des Wassertenreks mehr. Eine weitere Bedrohung stellt der Fischfang dar. Die IUCN listet den Wassertenrek deshalb als „gefährdet“ (vulnerable). Er kommt in mehreren Naturschutzgebieten vor, beispielsweise im Nationalpark Andringitra, im Nationalpark Ranomafana oder im Nosy-Volo-Reservat. Für den Erhalt der Art sind intensivere Studien zu ihrer tatsächlichen Verbreitung und dem Einfluss der Bedrohungsfaktoren notwendig. Von hoher Bedeutung ist außerdem der Schutz ihrer Beutetiere.